# Humenné
Humenné (deutsch Homenau, ungarisch Homonna, ukrainisch-russinisch Гуменне) ist eine Stadt in der Ostslowakei.

## Allgemeines und Beschreibung
Die Stadt liegt am Laborec und ist neben Michalovce ein Zentrum der Ostslowakei.
Im Stadtzentrum gibt es eine Fußgängerzone, die zum Schloss führt. Im von einem Park umgebenen Schloss Humenné im Stil der Renaissance befindet sich ein Museum. Außerdem gibt es ein kleines Freilichtmuseum mit der griechisch-katholischen Holzkirche von Nová Sedlica. Neben dem Renaissanceschloss ist das ehemalige Kloster eine Sehenswürdigkeit der Stadt Humenné. Dessen im Stil der Gotik erbaute Klosterkirche ist jetzt eine römisch-katholische Kirche. In der Nähe der Stadt befinden sich zwei mittelalterliche Burgruinen: Burg Jasenov und Burg Brekov.
In Humenné leben wie in vielen ostslowakischen Städten Angehörige mehrerer Konfessionen nebeneinander. Zeugnis sind die Kirchen der verschiedenen Konfessionen, eine russisch-orthodoxe Kirche, drei römisch-katholische Kirchen, drei griechisch-katholische Kirchen und eine calvinistische Kirche.

## Geschichte
Der Ort wurde zum ersten Mal 1317 urkundlich als Homonna erwähnt. Die Geschicke der Stadt waren in der Folgezeit eng mit dem Adelsgeschlecht der Drugeths (zirka 1320–1684) verbunden. Sie waren Großgrundbesitzer in der heutigen Ostslowakei mit mehr als 300 Dörfern und machten die heutige Stadt mit einer Burg – heute Schloss Humenné – zu ihrem Sitz.
Seit 1871 ist der Ort ans Eisenbahnnetz angeschlossen, siehe Bahnstrecke Michaľany–Medzilaborce mesto–Łupków.
Während des Ersten Weltkrieges war die Stadt während der Schlacht in den Karpaten (1914/1915) am 23. November 1914 kurzzeitig von russischen Truppen besetzt; diese mussten sich aber am 9. März 1915 wieder über den Karpatenhauptkamm zurückziehen. 
Nach Ende des Ersten Weltkrieges gab es antisemitische Unruhen und jüdisches Eigentum wurde geplündert. In der Zwischenkriegszeit besaßen die jüdischen Familien mehr als 90 % der Handelsbetriebe. Ab Frühjahr 1942 wurden die jüdischen Einwohner in verschiedene polnische Ghettos deportiert. Insgesamt wurden mehr als 2.000 jüdische Bürger während des NS-Regimes ermordet. Ende der 1970er Jahre wurde die jüdische Gemeinde aufgelöst. Das alte und das neue Synagogengebäude wurden in den 1970er Jahren abgerissen. Zehn Stolpersteine erinnern an die ermordeten jüdischen Bewohner.
1960 wurde der Ort Kudlovce (im Norden) eingemeindet, 1971 dann die Orte Lackovce (im Osten, seit dem 1. August 1999 wieder selbständig) und Kasenov (im Süden, seit 1990 wieder selbständig).

## Bevölkerung
| Jahr:                | 1994.  | 2004.   | 2014.   | 2024.    |
| -------------------- | ------ | ------- | ------- | -------- |
| Anzahl der Personen: | 36.141 | 35.008  | 34.186  | 29.567   |
| Unterschied:         |        | -3,13 % | -2,34 % | -13,51 % |

| Jahr:                | 2023.  | 2024.   |
| -------------------- | ------ | ------- |
| Anzahl der Personen: | 30.006 | 29.567  |
| Unterschied:         |        | -1,46 % |

## Sehenswürdigkeiten
Sieh: Liste der denkmalgeschützten Objekte in Humenné

## Städtepartnerschaften
Humenné pflegt partnerschaftliche Beziehungen zu fünf Städten:
- Jarosław, Polen
- Mátészalka, Ungarn
- Sanok, Polen
- Třebíč, Tschechien
- Peretschyn, Ukraine

## Persönlichkeiten
- Ágoston Trefort (1817–1888), ungarischer Politiker, Wissenschaftler und Publizist
- Joachim Jacob Unger (1826–1912), österreichischer Rabbiner und Autor
- István Thomán (1862–1940), ungarischer Pianist und Musikpädagoge
- Georg Krausz (1894–1973), österreichisch-deutscher Journalist
- Ladislav Grosman (1921–1981), slowakischer Schriftsteller
- Helena Citrónová (1922–2007), jüdische Überlebende des KZ Auschwitz-Birkenau
- Itzhak Emery Bentov (1923–1979), israelisch-amerikanischer Wissenschaftler, Erfinder und Autor
- Michal Kováč (1930–2016), Staatspräsident
- Peter Rusnák (* 1950), griechisch-katholischer Bischof von Preßburg
- Marcel Palonder (* 1964), slowakischer Sänger
- Michal Slivovič (* 1969), slowakischer Diplomat
- Marián Čišovský (1979–2020), Fußballspieler
- Michal Petráš (* 1996), Volleyballspieler

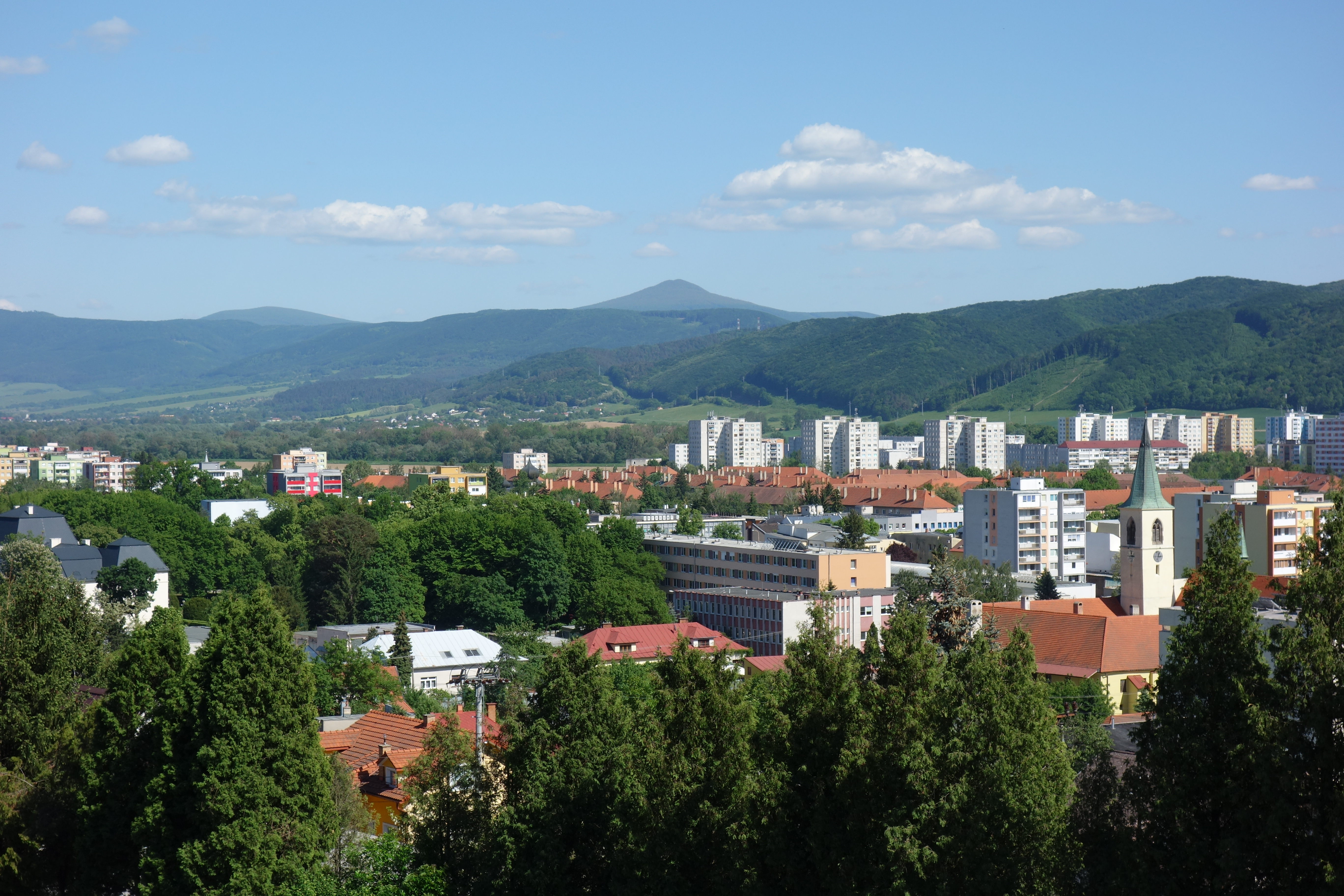
Humenné
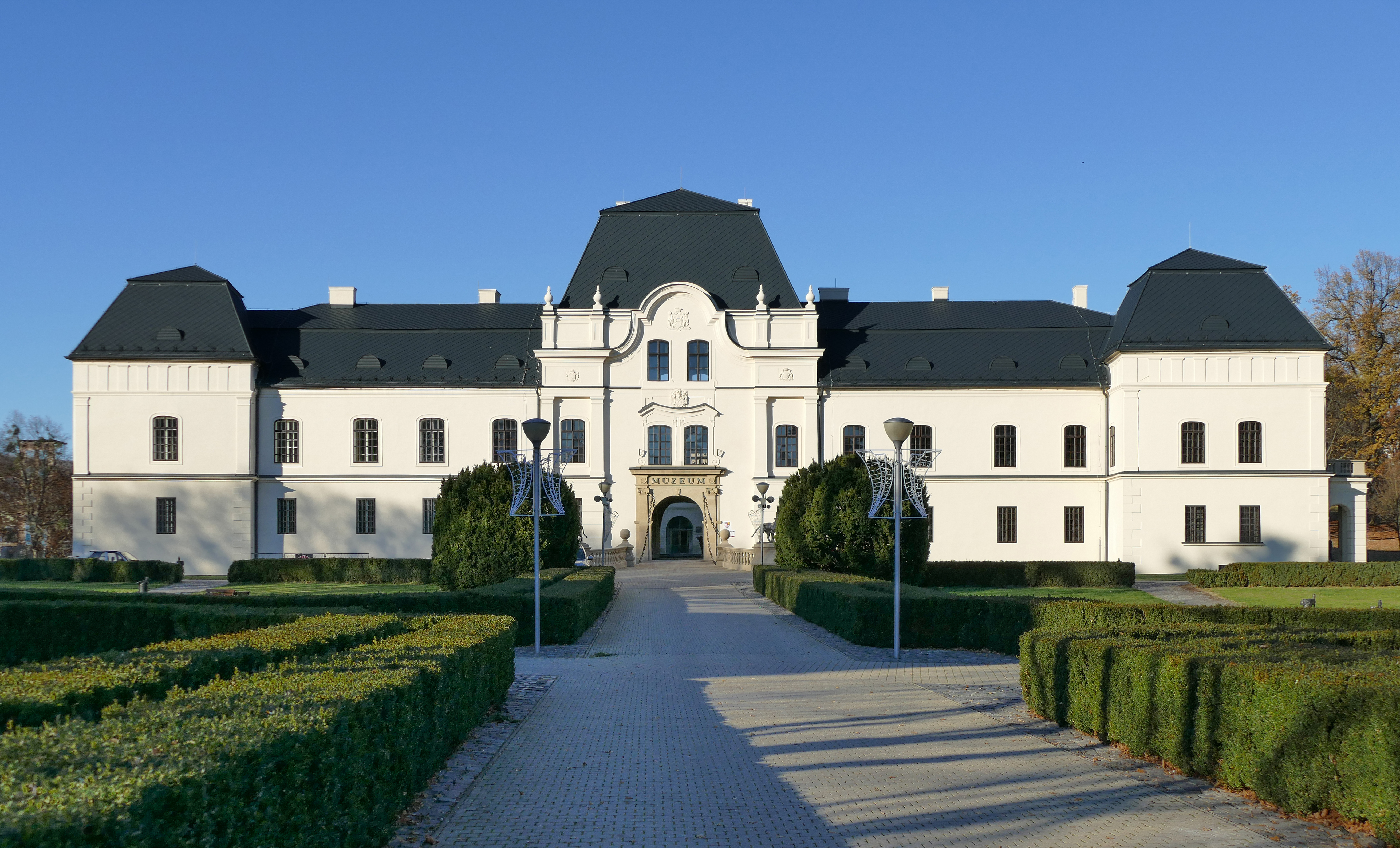
Blick auf das Renaissanceschloss Humenné, heute ein Museum
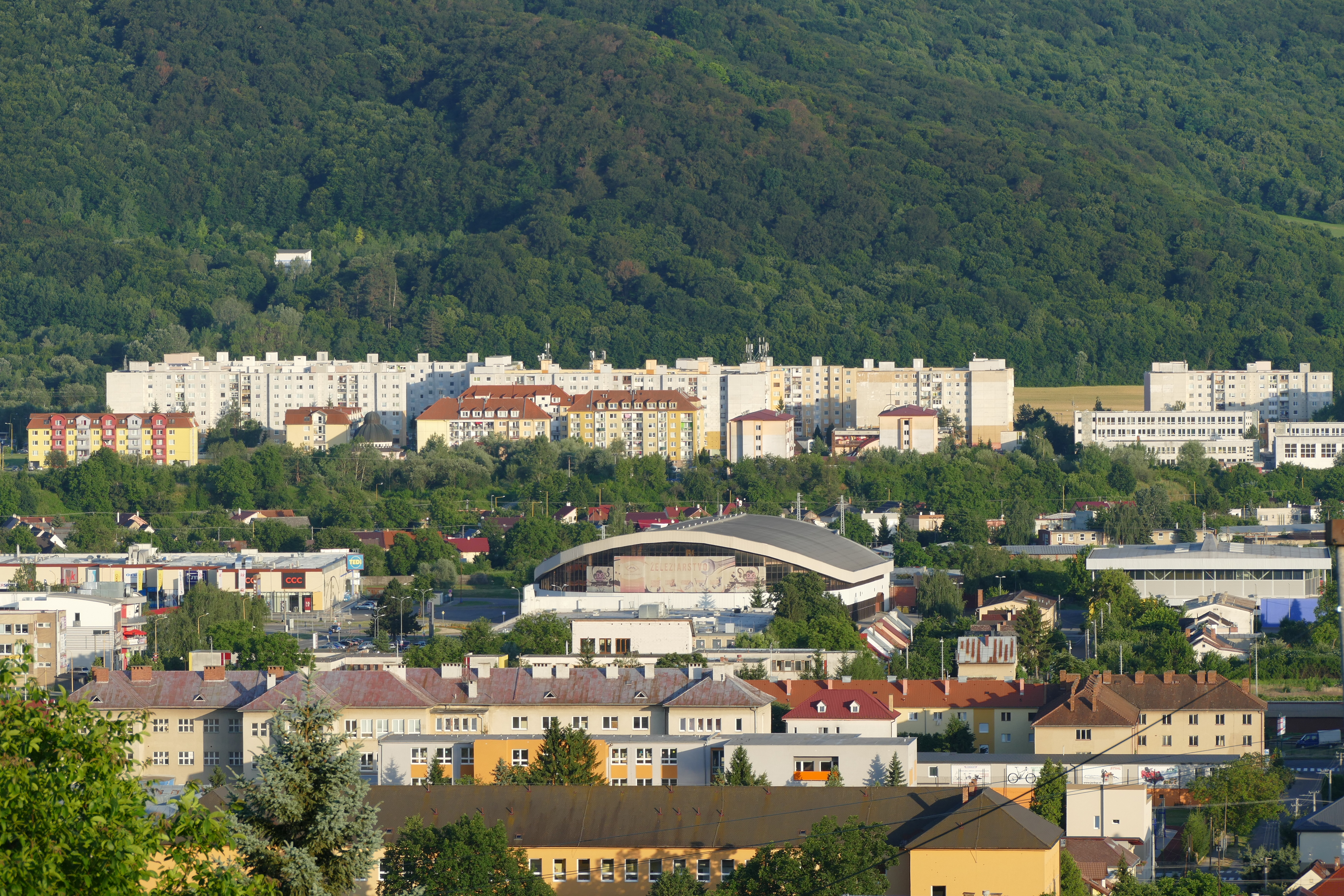
Sídlisko Pod Sokolejom
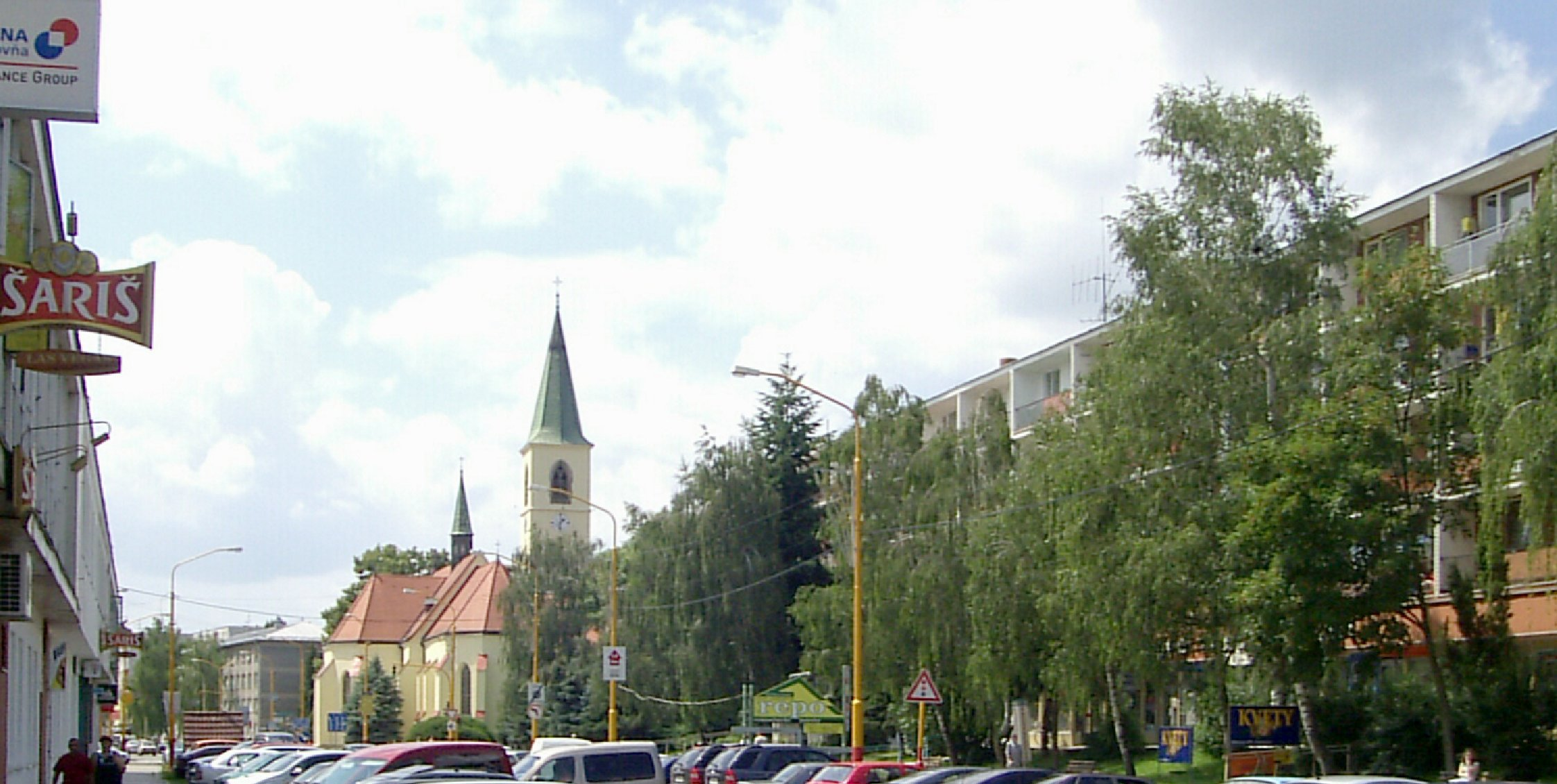
Blick auf die Römisch-katholische Kirche Allerheiligen
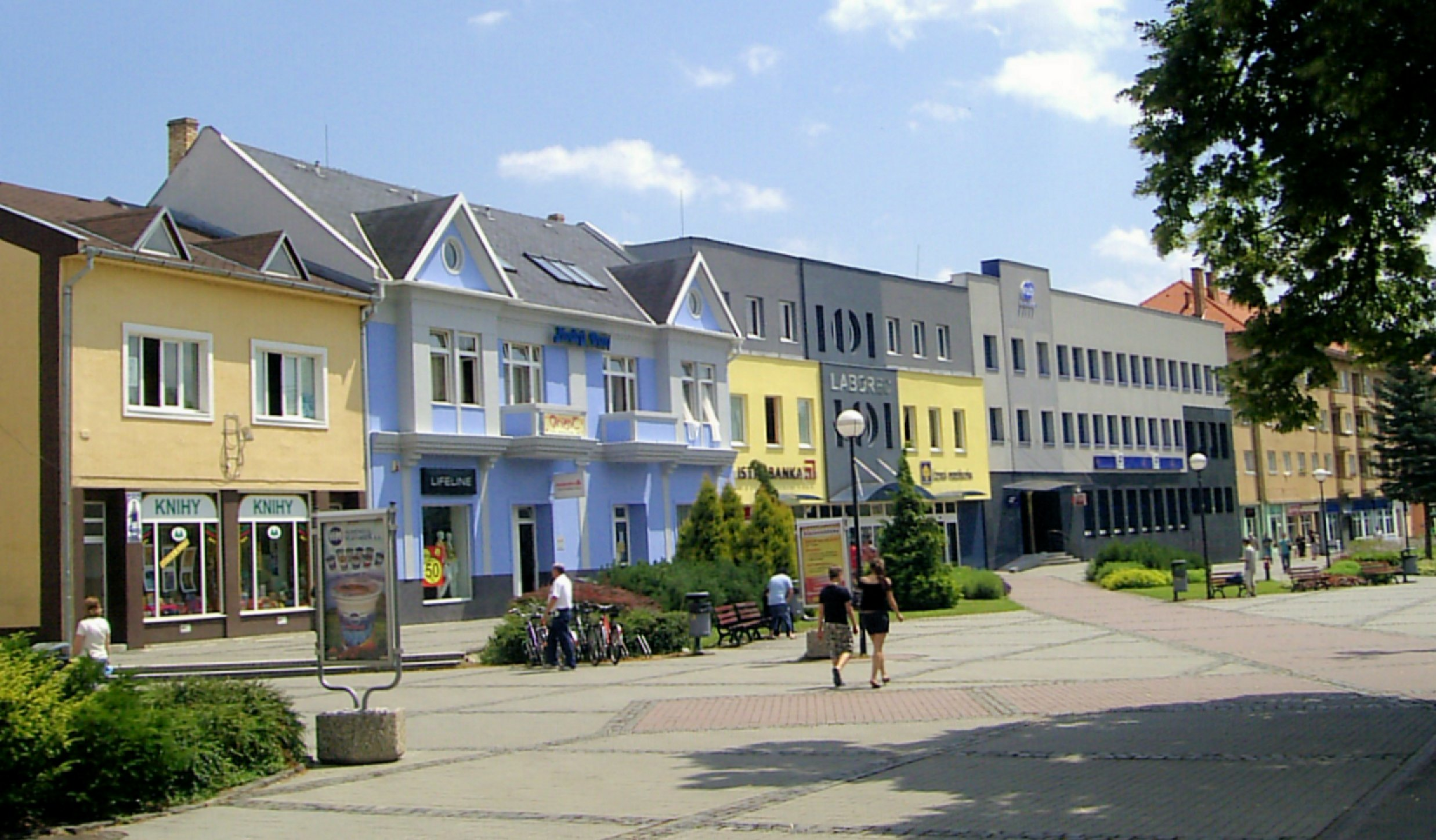
Fußgängerzone, Nordseite
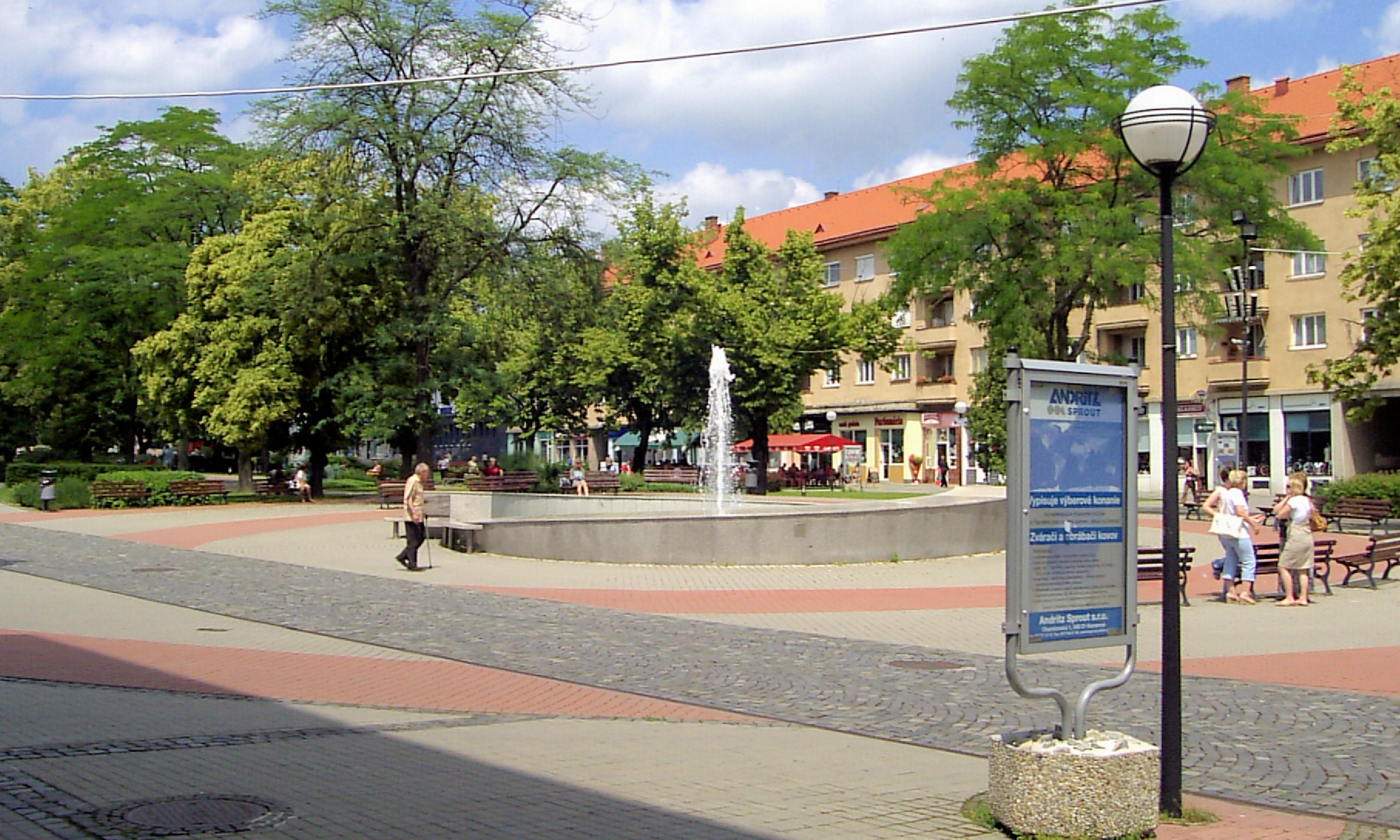
Fußgängerzone, Südseite
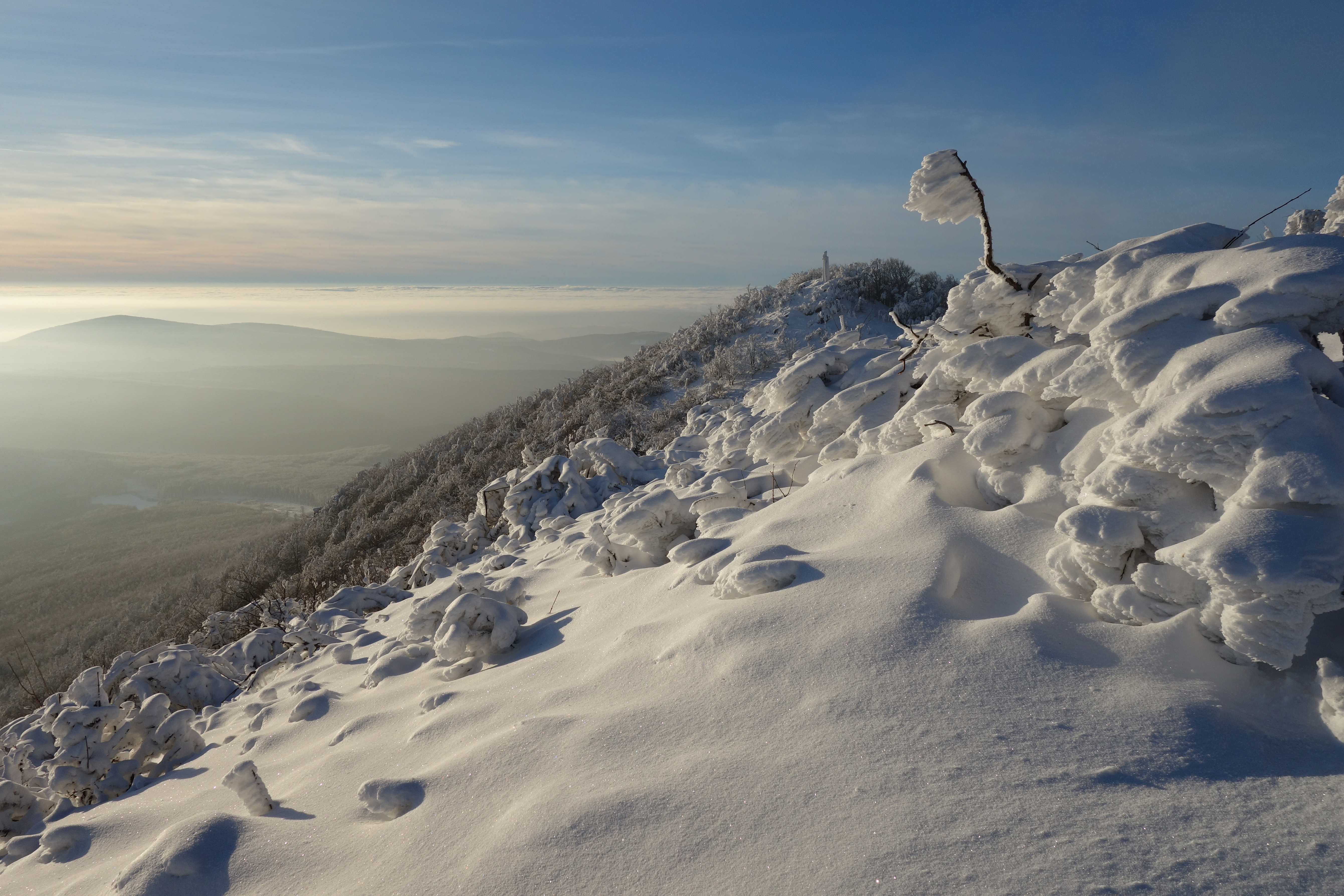
Berg Vihorlat